# Gilbert Agius
Gilbert Agius (Valletta, 21 februari 1974) is een profvoetballer uit Malta, die sinds 1990 onder contract staat bij de Maltese club Valletta FC. Hij speelt als aanvallende middenvelder, en is recordinternational van zijn vaderland.

## Interlandcarrière
Agius speelde 121 interlands voor de Maltese nationale ploeg, en scoorde acht keer voor zijn vaderland in de periode 1993-2009. Onder leiding van bondscoach Pietro Ghedin maakte hij zijn debuut op 7 november 1993 in het oefenduel tegen Gabon in Tunis (2-1-overwinning). Hij viel in die wedstrijd in voor Richard Buhagiar.
| Interlanddoelpunten | Interlanddoelpunten | Interlanddoelpunten | Interlanddoelpunten  | Interlanddoelpunten | Interlanddoelpunten | Interlanddoelpunten | Interlanddoelpunten |
| #                   | Datum               | Locatie             | Wedstrijd            | Goal(s)             | Score               | Uitslag             | Wedstrijd           |
| ------------------- | ------------------- | ------------------- | -------------------- | ------------------- | ------------------- | ------------------- | ------------------- |
| 1                   | 14/08/1996          | Reykjavík           | IJsland – Malta      | 43'                 | 1 – 1               | 1 – 2               | Oefeninterland      |
| 2                   | 08/06/1997          | Toftir              | Faeröer – Malta      | 48'                 | 2 – 1               | 2 – 1               | WK-kwalificatie     |
| 3                   | 06/02/2000          | Ta' Qali            | Malta – Azerbeidzjan | 55'                 | 2 – 0               | 3 – 0               | Malta Toernooi      |
| 4                   | 06/02/2000          | Ta' Qali            | Malta – Azerbeidzjan | 90' (pen.)          | 3 – 0               | 3 – 0               | Malta Toernooi      |
| 5                   | 05/09/2001          | Teplice             | Tsjechië – Malta     | 55'                 | 2 – 2               | 3 – 2               | WK-kwalificatie     |
| 6                   | 11/02/2000          | Ta' Qali            | Malta – Litouwen     | 51'                 | 1 – 1               | 1 – 1               | Malta Toernooi      |
| 7                   | 15/11/2006          | Paola               | Malta – Litouwen     | 51'                 | 1 – 3               | 1 – 4               | Oefeninterland      |
| 8                   | 07/02/2007          | Ta' Qali            | Malta – Oostenrijk   | 8'                  | 1 – 0               | 1 – 1               | Oefeninterland      |